# Alheita anoca
Alheita anoca är en fjärilsart som beskrevs av William Schaus 1905. Alheita anoca ingår i släktet Alheita och familjen Mimallonidae. Inga underarter finns listade i Catalogue of Life.